# Estudio Op. 10, n.º 6 (Chopin)

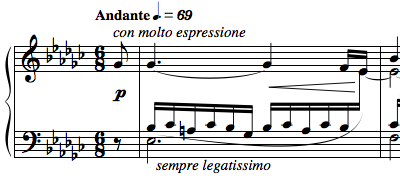
Fragmento del Estudio opus 10, n.º 6.

El Estudio Op. 10, n.º 6 es un estudio para piano compuesto por Fryderyk Chopin. Escrito en la tonalidad de mi bemol menor, este estudio se centra en mejorar el fraseado y la estructura melódica mediante difíciles pasajes con numerosas alteraciones. Su tempo, andante, indica que debe tocarse con una velocidad moderada. Las frases y las alteraciones hacen de éste un estudio desafiante para el intérprete.

## Estructura
El contrapunto y la polifonía son constante a lo largo de la pieza, con tres voces distintas: la melodía, la armonía y el bajo. La primera de las voces presenta la melodía del estudio; la segunda voz, la armonía, mantiene el mismo patrón rítmico durante toda la pieza, una sucesión constante de semicorcheas; y la tercera voz, el bajo, basa cada compás en un acorde específico. 
En conjunto, el Estudio opus 10, n.º 6 está estructurado en tres partes: dos primeros temas y una coda. 
El primer tema se presenta en la tonalidad de la pieza, aunque atraviesa una pequeña zona en mi mayor que se va desarrollando y lleva hasta el segundo tema, en el cual ya se ha llegado a una dinámica forte. Es el segundo tema, y no el primero, en el que se alcanza la parte cumbre de la obra.
En el coda se da un regreso hacia el primer tema y finalmente el estudio termina con una tercera de Picardía (llamada así por la región de Francia donde este final de obras era utilizado popularmente) en mi bemol mayor.